# 백곰카페의 등장인물 목록
다음은 만화, 애니메이션 작품 《백곰카페》의 등장인물이다.

## 주요 등장인물
백곰(シロクマ 시로쿠마[*])
성우: 사쿠라이 타카히로
'백곰카페'의 점장이자 주인(곰)공이다.
판다(パンダ 판다[*])
성우: 후쿠야마 준
'백곰카페'의 단골이다. 주 2회로 동물원에서 아르바이트를 하고 있다. 역할은 판다.
펭귄(ペンギン 펭긴[*])
성우: 카미야 히로시
'백곰카페'의 단골이다.